# Gabriel Kidd
Gabriel Michael McMenamin (Brighton, 24 de abril de 1997) é um lutador profissional inglês. Ele é trabalha atualmente para a New Japan Pro-Wrestling (NJPW), onde atua sob o nome de ringue Gabe Kidd (abreviação de seu nome anterior, Gabriel Kidd) e é membro do Bullet Club e de seu subgrupo War Dogs. Ele foi uma vez campeão Strong Openweight e uma vez campeão Strong Openweight de duplas, ao lado do ex-companheiro de grupo no Bullet Club, Alex Coughlin.

## Carreira na luta livre profissional

### Início de carreira (2011-2019)
McMenamin fez sua estreia em 2011 sob o nome de Kid Danger e, na época, lutava usando uma máscara para esconder sua idade.
Em 2013, McMenamin mudou para o nome de Gabriel Kidd.
Em 29 de abril de 2017, Kidd venceu o WCPW Internet Championship, um dos títulos do WhatCulture Pro Wrestling, em uma luta triple threat envolvendo o campeão defensor Cody Rhodes e Joe Hendry. Ele perdeu o título para Zack Sabre Jr. em 21 de setembro. Em 2 de junho de 2019, Kidd perdeu para Hendry em uma luta "Loser Leaves Town", após a qual ele deixou o Defiant Wrestling.
Em 29 de junho, em um evento da Revolution Pro Wrestling, Kidd fez equipe com Kenneth Halfpenny e Shaun Jackson, derrotando Brendan White, os young lions da NJPW Clark Connors e Karl Fredericks. Katsuyori Shibata ficou tão impressionado com Kidd que recomendou o lutador aos oficiais da NJPW, o que levou Kidd a ser contratado pela NJPW.

### New Japan Pro-Wrestling (2020-presente)

#### Young Lion(2020–2023)
Em 25 de janeiro de 2020, Kidd fez sua estreia na New Japan Pro-Wrestling. Mais tarde, no mesmo ano, ele participou da New Japan Cup e perdeu para Taiji Ishimori na primeira rodada, em 17 de junho.
Em 20 de novembro de 2022, no Historic X-Over, Kidd fez equipe com seus companheiros de grupo do LA Dojo, Clark Connors, Kevin Knight e Alex Coughlin, para derrotar Kosei Fujita, Oskar Leube, Ryohei Oiwa e Yuto Nakashima. Alguns dias depois, Coughlin e Kidd se uniram novamente no World Tag League, onde terminaram na última posição de seu bloco, com apenas 2 pontos.

#### Bullet Club (2023–presente)

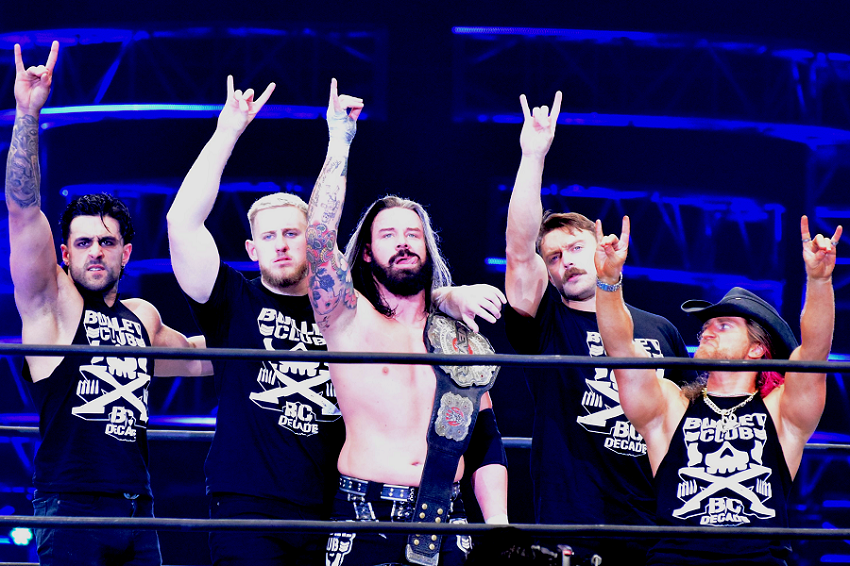
Kidd (segundo da esquerda) com outros membros do subgrupo War Dogs em junho de 2023.

Em 4 de junho de 2023, no Dominion, Coughlin e Kidd, agora identificados como Bullet Club War Dogs, atacaram Bishamon (Hirooki Goto e Yoshi-Hashi) após a vitória deles na captura dos títulos do Campeonato de Duplas IWGP e Campeonato Strong Openweight de Duplas, sinalizando o desafio por ambos os títulos e marcando a primeira vez em que ambos os lutadores se tornaram heels. A dupla mais tarde acompanhou o líder do Bullet Club, David Finlay, até o ringue com camisetas do Bullet Club, oficialmente se juntando ao grupo. Em 4 de julho, na primeira noite do NJPW Independence Day, Kidd (agora com o nome abreviado de Gabe Kidd) e Coughlin derrotaram Bishamon para conquistar o Campeonato Strong Openweight de Duplas, marcando o primeiro título de ambos na NJPW. Mais tarde no mês, Kidd participou do G1 Climax, fazendo sua estreia no torneio e competindo no Bloco A. Antes do torneio, na coletiva de imprensa, Kidd atacou outros participantes do Bloco A, Yota Tsuji e Kaito Kiyomiya, fazendo com que fosse removido da coletiva precocemente. No torneio, Kidd terminou com 5 pontos, não avançando para a fase de quartas de final. Em 9 de outubro, no Destruction in Ryōgoku, Kidd e Coughlin perderam o Campeonato Strong Openweight de Duplas para os Guerrillas of Destiny (El Phantasmo e Hikuleo), encerrando seu reinado de 97 dias.
A dupla tentou se recuperar no mês seguinte, entrando na tradicional World Tag League anual, competindo no Bloca-A. Kidd e Coughlin terminaram empatados no topo de seu bloco, com 10 pontos, avançando para a fase semifinal. Na semifinal, a dupla foi derrotada por Bishamon, sendo eliminada do torneio. Em 17 de março de 2024, foi reportado que Kidd havia renovado seu contrato com a NJPW. Kidd participou da New Japan Cup de 2024, onde derrotou Callum Newman na primeira rodada, mas foi eliminado por Shingo Takagi na segunda. No Sakura Genesis, Kidd atacou Takagi após este derrotar Evil pelo Campeonato NEVER Openweight e fez um promo, criticando a NJPW, cuspindo no rosto do presidente da NJPW, Hiroshi Tanahashi, e desafiando Takagi pelo título. Na noite 2 do Wrestling Dontaku, Kidd não teve sucesso em conquistar o título de Takagi. Em 11 de maio, ele derrotou Eddie Kingston em uma luta No Ropes Last Man Standing no Resurgence, tornando-se o campeão Strong Openweight mais jovem de todos os tempos. Em 9 de junho, Kidd apareceu na Pro Wrestling Noah, fazendo equipe com Jake Lee, que estava alinhado com o Bullet Club War Dogs, para enfrentar Kaito Kiyomiya e Kenoh do All Rebellion, em uma luta que terminou em dupla contagem. Durante a luta, Kidd abriu um ferimento no rosto de Kiyomiya, mas após isso, Kiyomiya tomou o controle e proclamou que o título não era para ele possuir e que ele devolveria o "banho de sangue" em seu combate pelo título. Em 16 de junho, no Grand Ship In Yokohama, Kidd desafiou Kiyomiya pelo Campeonato dos Pesos Pesados GHC, mas foi derrotado, encerrando a rivalidade entre Bullet Club War Dogs e All Rebellion de Kiyomiya. De 20 de julho a 14 de agosto, Kidd participou do G1 Climax de 2024, terminando o torneio com um recorde de quatro vitórias e cinco derrotas, não avançando para a fase de play-off. Para o World Tag League de 2024, Kidd fez equipe com Sanada, o mais novo membro do War Dogs, e a dupla foi colocada no Bloco-A. Eles terminaram no topo de seu bloco e avançaram para a grande final, onde foram derrotados por Tetsuya Naito e Hiromu Takahashi.
Em 5 de janeiro de 2025, no Wrestle Dynasty, Kidd foi derrotado por Kenny Omega.

### All Elite Wrestling (2024)
Kidd fez sua estreia na All Elite Wrestling (AEW) no episódio de 26 de junho de 2024 do Dynamite, aparecendo à beira do ringue como espectador. No episódio de 28 de junho do Rampage, Kidd se uniu a Roderick Strong para derrotar The Infantry (Carlie Bravo e Shawn Dean).

### Ring of Honor (2024)
Kidd fez sua estreia na promoção irmã da AEW, a Ring of Honor (ROH), no episódio de 10 de outubro de 2024 do ROH Wrestling, onde defendeu com sucesso seu Campeonato Strong Openweight contra Anthony Henry.

## Títulos e prêmios
- Empire Wrestling
  - Empire Tag Team Championship (1 vez, inaugural)[34] – com Saxon Huxley[35]
- House Of Pain Wrestling
  - HOP Heavyweight Championship (1 vez)[36]
  - HOP Tag Team Championship (2 vezes)[37] – com  Moustachio (1)[38] e Matt Hopkins (1)[39][40]
- Kamikaze Pro
  - Relentless Division Championship (1 vez)[41][42][43]
- New Japan Pro-Wrestling
  - IWGP Global Heavyweight Championship (1 vez, atual)
  - Strong Openweight Championship (1 vez)[44]
  - Strong Openweight Tag Team Championship (1 vez)[45] – com Alex Coughlin
- Underground Wrestling Revolution
  - UWR Empire Championship (1 vez, inaugural)
- What Culture Pro Wrestling
  - WCPW Internet Championship (1 vez)[46]
- Pro Wrestling Illustrated
  - PWI o colocou na #194ª posição dos 500 melhores lutadores individuais no PWI 500 em 2024[47]